# Temple de la Littérature de Hué
Pour les articles homonymes, voir Temple de la Littérature.
Le temple de la Littérature (en vietnamien: Văn miếu Huế) est un temple confucéen du Viêt Nam, situé sur la rive gauche de la rivière des Parfums à un kilomètre de la pagode de la Dame céleste (Thien Mu) à l'ouest de la ville de Hué.

## Historique
Sous le règne des seigneurs Nguyễn, le temple de la Littérature a été bâti et déplacé 3 fois dans les villages de Triêu Son, Long Quan et Long Ho.
En 1808, Gia Long et la Cour décidèrent de choisir une colline basse en amont de la pagode de Thien Mu, sur la rive gauche de la rivière des Parfums (l’endroit actuel), pour rebâtir ce temple de la Littérature majestueux et grandiose. À cette époque, l’école des Fils du Royaume (Quoc Tu Giam) a aussi été bâtie ici et elle a fonctionné jusqu’en 1908, avant d’être transférée à l’intérieur de la Citadelle. 
Les travaux de construction du temple de la Littérature commencèrent le 17 avril 1808 pour s’achever le 12 septembre 1808.
Lorsque la dynastie Nguyen s'installe à Hué au début du XIXe siècle, tout le corps professoral du temple de la Littérature de Hanoï est transféré à Hué.

## Description
Le temple est orienté vers le sud. Toutes les constructions architecturales principales furent bâties sur une terrasse carrée d’environ 160 m de côté et surélevée de 3 m. Tout autour, il y avait une muraille de défense.
En tout, on comptait environ 50 constructions de toutes tailles, parmi lesquelles le temple de la Littérature (Temple dédié au culte de Confucius, de Tu Phoi, et des Douze Philosophes) et les deux bâtiments Dong Vu et Tay Vu (dédiés au culte des 72 sages et des anciens lettrés), leThan Tru (la cuisine), le Than Kho (l’entrepôt), le bâtiment To Cong, les portes Dai Thanh et Van Miêu. 
Tous ces bâtiments ont été construits en bois de lim (Erythrophleum) et autres matériaux précieux. La structure et les arrangements architecturaux, ainsi que les décorations intérieures témoignent du même souci de majesté et d’élégance.
Le temple de la Littérature a subi des réparations à plusieurs reprises et a été agrandi par des constructions supplémentaires, en particulier sous Minh Mang et Thiệu Trị. 
Sous le règne de Gia Long, la Cour n’avait pas encore mis sur pied les examens de Hoi (doctorat). Il n’existait que les examens de Huong (baccalauréat), c’est pourquoi il n’y a pas de stèle de docteurs datant de cette époque. À partir de Minh Mang, on instaura les examens de Hoi. Les stèles des "docteurs méritants" furent alors successivement érigées dans la cour du temple de la Littérature de 1831 à 1919, dernière année où fut organisé l’examen de "Hoi", sous le règne de Khải Định
Un escalier gardé par deux rampes en forme de dragons mène par une allée à une trentaine de stèles en pierre gravées d'idéogrammes des 293 lauréats au concours de mandarins. 
Chaque stèle repose sur la carapace d'une tortue en marbre, symbole de longévité, dont les attitudes et les têtes sont différentes. Elles sont protégées de chaque côté de l'allée par une galerie de bois recouverte de tuiles.
Ces 32 stèles de marbre sont alignées en deux rangées de chaque côté de la cour. Ces stèles ne sont pas aussi grandes que celles du temple de la Littérature de Hanoi, mais sont plus régulières et leur forme ainsi que leurs décorations sont légèrement différentes. Elles portent les noms, l’âge et le lieu de naissance des lettrés.
Sur deux autres stèles sont gravés des édits royaux. Celui de gauche, promulgué par Minh Mang le 17 mars 1836, décrète principalement que les eunuques de la Cité interdite ne pouvaient prétendre au mandarinat. Celui de droite, promulgué par Thiệu Trị le 21 décembre 1884, exposait que les parents du roi du côté maternel ne pouvaient occuper un poste de pouvoir.
Deux pavillons subsistent à l'arrière du jardin des stèles qui servaient l'un aux mandarins et l'autre à l'empereur pour vêtir leur parure de cérémonie avant de sacrifier à la Grande puissance (Confucius).
En plus d’un demi-siècle, la guerre et les intempéries ont ravagé le temple de la Littérature. Il ne reste plus, en tout, que les 34 stèles, précieux vestiges de l’art, de la culture et de l’histoire.
Le temple de la Littérature de Huế est un ouvrage remarquable qui rappelle le goût pour l’étude, le respect pour le talent et l’érudition qui ont forgé des générations d’intellectuels vietnamiens.
Le panorama sur la rivière des Parfums est splendide.

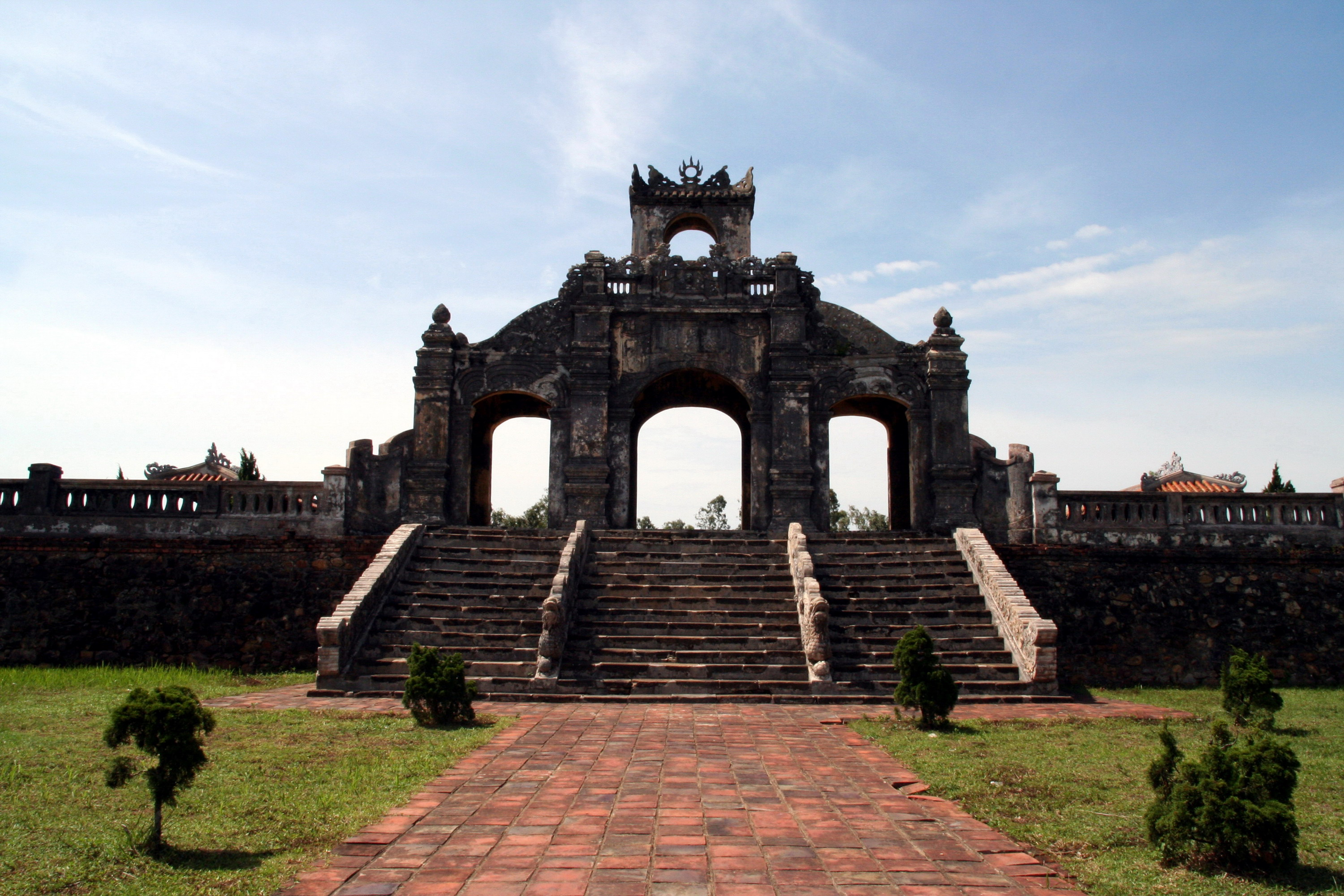
Escalier menant au jardin des stèles
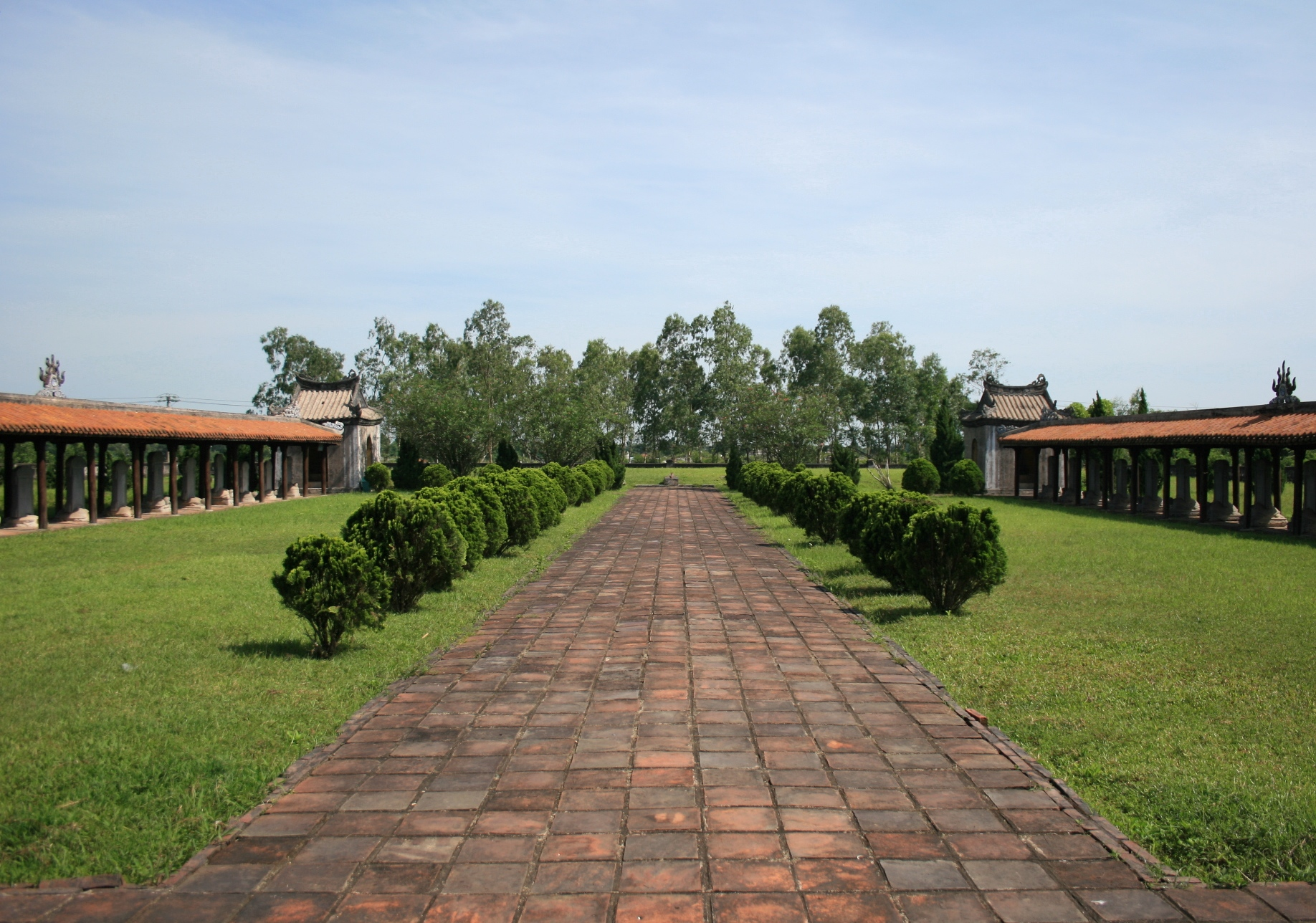
Jardin des stèles